# أسماء الغاوي
أسماء الغاوي (29 أغسطس 1991) لاعبة كرة يد تونسية.

## روابط خارجية
- أسماء الغاوي على موقع الاتحاد الأوروبي لكرة اليد (الإنجليزية)